# Municipio de Damascus (Pensilvania)
El municipio de Damascus (en inglés: Damascus Township) es un municipio ubicado en el condado de Wayne en el estado estadounidense de Pensilvania. En el año 2000 tenía una población de 3,662 habitantes y una densidad poblacional de 17 personas por km².

## Geografía
El municipio de Damascus se encuentra ubicado en las coordenadas 41°37′00″N 75°06′59″O / 41.61667, -75.11639.

## Demografía
Según la Oficina del Censo en 2000 los ingresos medios por hogar en la localidad eran de $34,495 y los ingresos medios por familia eran $40,000. Los hombres tenían unos ingresos medios de $31,303 frente a los $21,286 para las mujeres. La renta per cápita para la localidad era de $18,449. Alrededor del 11,0% de la población estaban por debajo del umbral de pobreza.